# Adenilil-solfato reduttasi (tioredossina)
La adenilil-solfato reduttasi (tioredossina) è un enzima appartenente alla classe delle ossidoreduttasi, che catalizza la seguente reazione:
AMP + solfito + tioredossina disolfuro ⇄ 5′-adenilil solfato + tioredossina
L'uso dell'adenilil solfato, in luogo del fosfoadenilil solfato, distingue tale enzima dal EC 1.8.4.8, fosfoadenilil-solfato reduttasi (tioredossina). Usa la tioredossina come donatore di elettroni, e non il glutatione o altri donatori, distinguendolo dalla EC 1.8.4.9 adenilil-solfato reduttasi (glutatione) e dalla EC 1.8.99.2 adenilil-solfato reduttasi.